# 814

## Eventos
- Fim do Reinado de Carlos Magno[1]

## Mortes
- 28 de Janeiro - Carlos Magno,[2] rei dos Francos e Lombardos e imperador do Sacro Império Romano-Germânico,  sucede-lhe no trono Luís I, o Piedoso.[3]